# Koninklijke Harmonie De Eendracht Wevelgem
De Koninklijke Harmonie De Eendracht is een harmonieorkest uit Wevelgem dat in 1873 werd opgericht na een afsplitsing van de toenmalige fanfare Concordia. 

## Geschiedenis
Toen in oktober 1873 de toenmalige fanfare "Concordia" weigerde mee op te stappen in de processie, vond een afsplitsing plaats, en zo werd "L'Union" geboren. Jan Neyrinck wordt de eerste dirigent. Hij wordt in 1894 opgevolgd door Albert Devreese (grootvader van latere componist Frédéric Devreese). De fanfare "L'Union" wordt een harmonie in 1902, en drie jaar later krijgt ze het predicaat Koninklijk. Tijdens de Eerste Wereldoorlog ligt alle activiteit stil, maar in 1919 gaat harmonie "De Eendracht" (in het Nederlands nu) terug van start onder de leiding van Joseph Verthé en de roem van de harmonie kent ongekende hoogtes. Desalniettemin kent De Eendracht haar hoogtepunt na de Tweede Wereldoorlog (onder andere op het internationaal concours te Vichy in 1952). Omstreeks die periode wordt "meester Verthé" ziek, en een nieuwe dirigent wordt gezocht en gevonden: Frederic Vanackere. Deze wordt omstreeks 1966 opgevolgd door Lucien De Kimpe. In 1973 wordt het 100-jarig bestaan gevierd. Naar het einde van de jaren 70 raken de rangen echter uitgedund, en begin jaren 80 wordt de Jeugdharmonie opgestart (olv Marc Commeyne). In 1982 neemt Werner Vandamme het stokje van de 'grote' harmonie over, en geeft dit twee jaar later door aan Michiel Lietaert. 

## Dirigenten
- 1873-1894: Jan Neyrinck
- 1894-1914: Albert Devreese
- 1919-1952: Joseph Verthé
- 1952-1965: Frédéric Vanackere
- 1966-1982: Lucien De Kimpe
- 1982-1984: Werner Vandamme
- 1984-2018: Michiel Lietaert
- 2018 (ad interim): Hannes Vanlancker
- 2018-heden: Pieter Meersseman